# Josephus Jitta
Ceseli Josephus Jitta (1952). Illustrator van kinderboeken

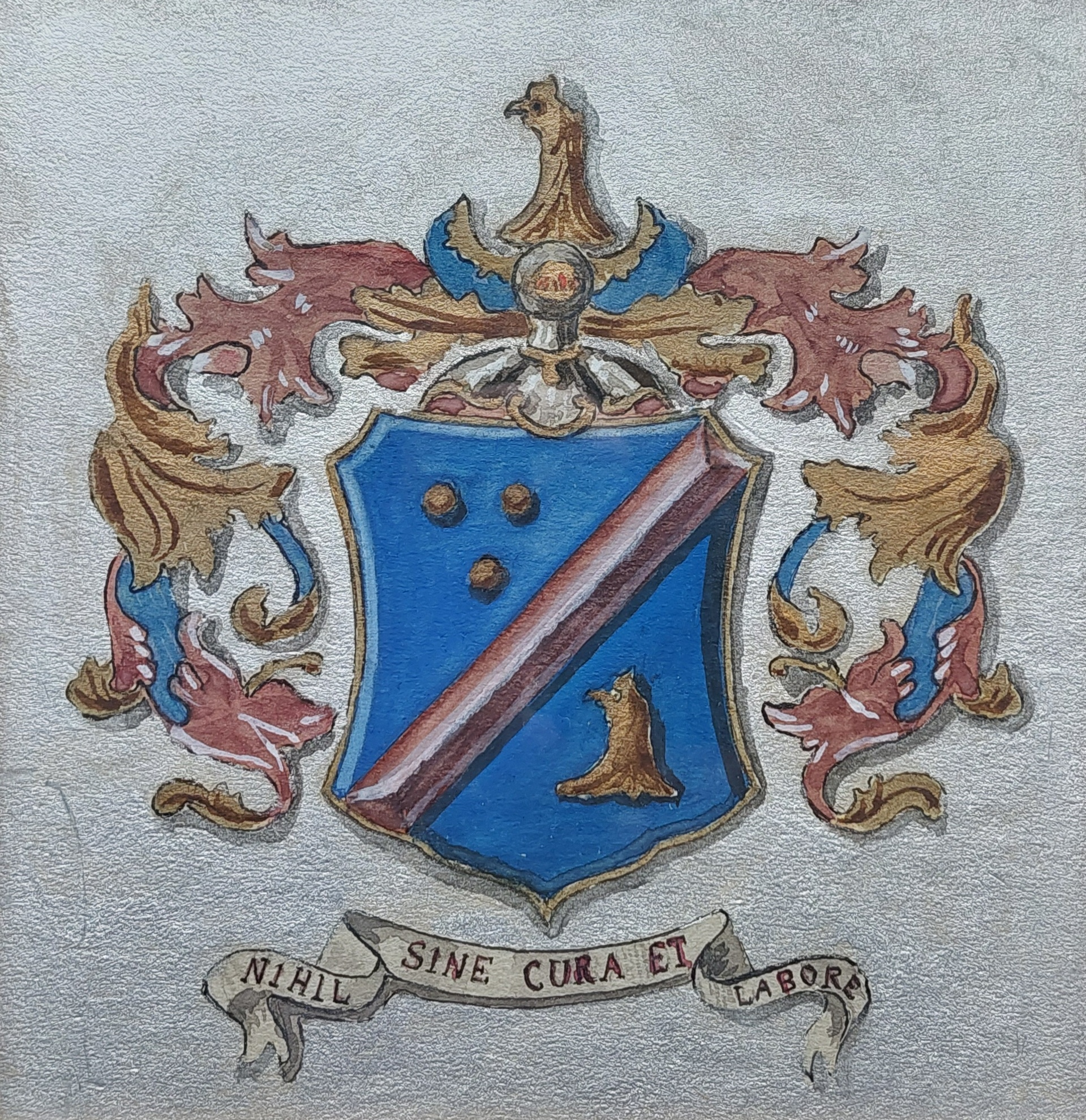
Familiewapen van de familie Josephus Jitta

De Amsterdams-Joodse familie Josephus Jitta is afkomstig uit Bamberg (Duitsland) en woont sinds ongeveer 1779 in Nederland. Het oudste document uit het familiearchief dateert uit 1773 en betreft de toestemming van de Prince de Ligne (België) aan Nathan Josephus (1739-1829) om daar handel te drijven, voorzien van een lakzegel in een tinnen doosje. In 1779 trouwde Nathan in Amsterdam met Judith Aaron van Dort. In 1812 nam hij de achternaam Jitta aan; onduidelijk is waarom deze achternaam vervolgens Josephus Jitta werd. Hij verkocht juwelen en kunstvoorwerpen, eerst vanuit zijn huis in de Jodenbreestraat maar later vanuit zijn winkel met woonhuis in de Kalverstraat.

## Enkele leden van de familie

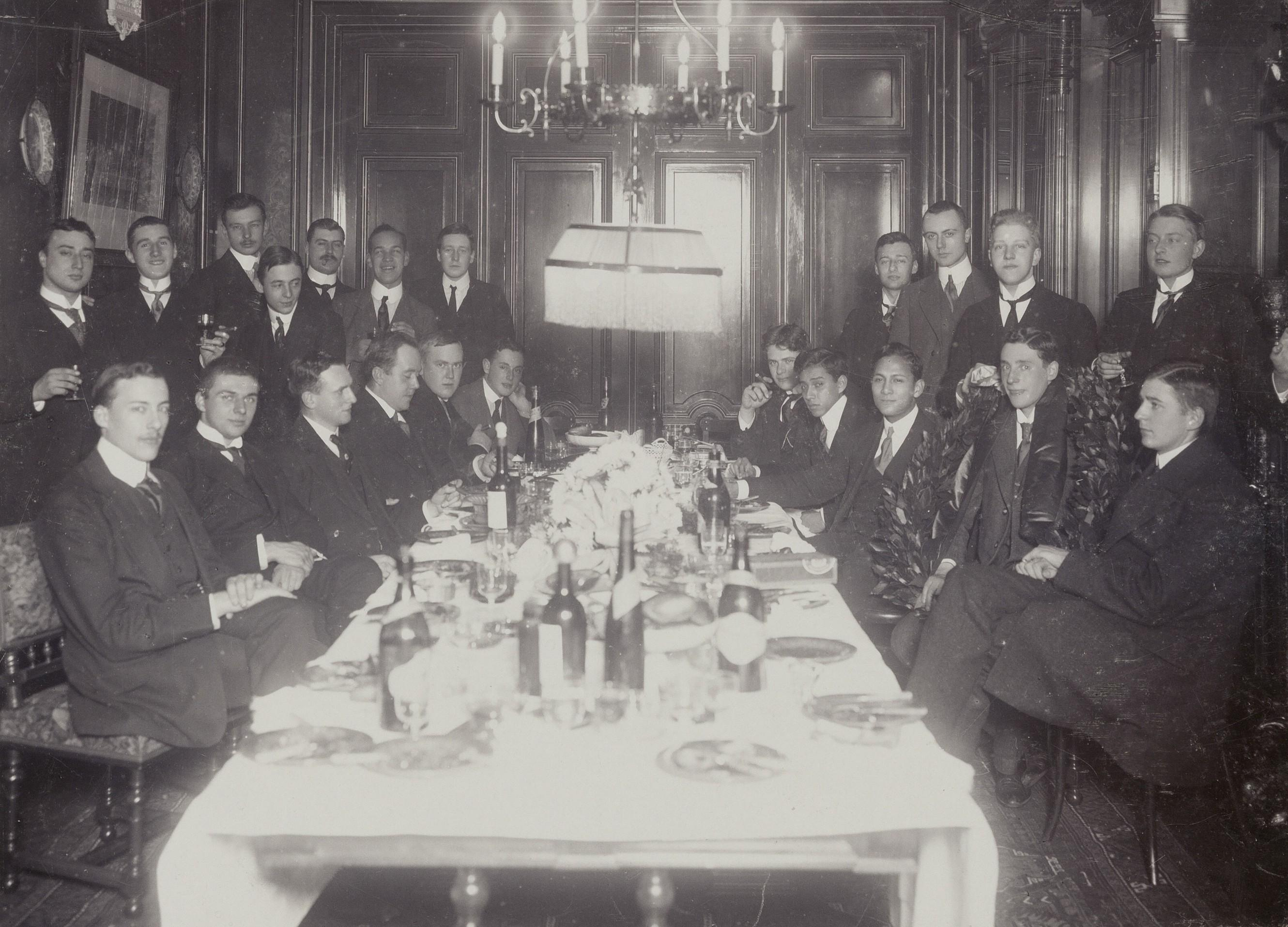
Afstudeerfeestje van Abraham Carel Josephus Jitta met enige andere familieleden, ca. 1910. AC met lauwerekrans, JP rechts boven en FA links boven. Ook twee stiefbroers van FA staan op de foto

Nathan (Note/ Nate) Josephus (1739-1829) × Judith Aarons van Dort (1753-1811) - Juwelier in de Kalverstraat
- Wolf Nathan Josephus (1792-1850) × Etti Simon Cohen (1792-1847) - Juwelier, hofleverancier van koning Willem II (in 1848) en andere leden van koninklijke huizen.
  - Simon Wolf Josephus Jitta (Amsterdam, 27 september 1818 - Amsterdam, 10 februari 1897) × Nanette Zadok Dresden (1821-1891) - Gemeenteraadslid voor de liberalen, voorzitter van de Amsterdamse juweliersvereniging en van de Kanaal-Maatschappij, die het Noordzeekanaal tot stand bracht; voorzitter van het Nederlands Israelitisch Seminarium.
  - Joseph Josephus Jitta (1820-1880) × Henriette Salomon van Raalte (1825-1874)
  - Alfred Josephus Jitta (1822-1878) × Fanny (Abigail/Abigaël) Polak Daniels (1827-1898) 
    - Willem Julius Josephus Jitta (1851-1906) × Floretta Keyser (1856-1883). Hij kwam in de zaak, maar had niet veel succes. In 1887 werd de firma W. Josephus Jitta & Zoonen opgeheven.
    - Emma Sophia Catherina (1853-1941) trouwde met de bankier Bernhard Gompertz, de compagnon van A.C. Wertheim. Zij ontpopte zich tot een geëmancipeerde vrouw, die onder andere regentes was van de Bewaarschool voor Nederlands Israëlitische Minvermogenden en lid van de Vereeniging voor Vrouwenkiesrecht. Zij had een museale kledingcollectie, die in de oorlog door de Duitsers geconfisqueerd is. Via wat list en bedrog was het gelukt om een van de belangrijkste stukken, een empire-japon "Uit de handen der Duitschers te houden". Deze japon werd later geschonken aan het Centraal Museum Utrecht.[2]
    - Daniel Josephus Jitta (1854-1925) × Carolina Frederika Wertheim (1862-1923). Hij studeerde rechten en begon zijn carrière als advocaat, te Amsterdam. Hij werd vervolgens hoogleraar handels- en internationaal privaatrecht en bekleedde daarnaast vele andere functies. 
      - Alfred Josephus Jitta (1880-1914) × Emmy Alsberg (1884-1977)
        - Jan Wouter Josephus Jitta (1912-2002) × Johanna Cornelia Marie van Marle (1914-2009)

      - Abraham Carel Josephus Jitta (1887-1958). Hij ging eveneens rechten studeren. Hij werd hoofdredacteur van de Groene Amsterdammer en daarna hoogleraar staats- en administratief recht aan de Technische Hogeschool Delft. In de oorlog werd hij door de bezetter uit zijn ambt gezet, wat leidde tot de Delftse studentenstaking. Na de oorlog werd hij hoofdredacteur van de Haagsche Courant.
      - Joseph Alfred Josephus Jitta (1890-1943) × Rosi Fleck (1897-1943). Beiden zijn omgebracht in Sobibor op 9-4-1943. 
        - Alfred Otto Josephus Jitta (1929-1966) × Irmela Culemann (1932-2015)
        - Carolina Rosi Josephus Jitta (Carla) (1931-2024) [3]

    - Nicolaas Marinus Josephus Jitta (1858-1940) × I Sophia Cohen (1865-1911) en × II Dinah Maria Salomonson-Wertheim (1870-1941). Hij werd oogarts en heeft vele artikelen op zijn vakgebied gepubliceerd Hij bekleedde een groot aantal maatschappelijke functies. In Amsterdam werd hij wethouder en voorzitter van de Gezondheidsraad. 
      - Frans Alfred Josephus Jitta (Amsterdam, 1 augustus 1891 - Heiloo, 15 januari 1984) × Leonora Gisberta Leeuwenberg (1905-1998) - Jurist. Procuratiehouder en later bankdirecteur (o.a. van de Amsterdamsche bank in Alkmaar) en rechter-plaatsvervanger van arrondissementsrechtbank Alkmaar (van 1934 tot ca. 1961). Opleiding aan de Universiteit van Amsterdam; 1911 kandidaats rechten; in 1917 doctoraal examen; in 1918 gepromoveerd.
        - Adelbert Josephus Jitta (1938-2010). Hij studeerde rechten en werd hoofdofficier van justitie. In die functie was hij baanbrekend: onder andere de ‘pluk-ze' wetgeving’ (jaren 90) en het idee om met grote criminelen ‘deals’ te sluiten (eind jaren 70), komen uit zijn koker. Verder heeft hij, als bestuurslid van De Nederlandse Vereniging voor Vrijwillige Euthanasie, meegewerkt aan de totstandkoming van de euthanasiewet in 2002.
        - Sophia Johanna Maria Josephus Jitta (1946). Zij studeerde Italiaanse Taal- en Letterkunde in Amsterdam en in Leiden. Docent Italiaans aan de Universiteit van Amsterdam.

      - Jacob Paul Josephus Jitta (1893-1991) × Jacoba Susanna Stumpff (1895-1968). Hij studeerde weg- en waterbouwkunde aan de Technische Hogeschool Delft en werd bij Rijkswaterstaat sluizenontwerper. Hij ontwierp o.a. de Noordersluis in IJmuiden en de Prinses Beatrixsluizen in Nieuwegein
      - Annie Nicolette Josephus Jitta (1904-2000) × Carel Zadoks (1902-1942) - Nederlandse klassiek archeologe en kunsthistorica.